# Berkasovo
Berkasovo (cyr. Беркасово) – wieś w Serbii, w Wojwodinie, w okręgu sremskim, w gminie Šid. W 2011 roku liczyła 1115 mieszkańców.